# Cosmarium crenatum
Cosmarium crenatum var. bicrenatum là một loài Song tinh tảo trong họ Desmidiaceae, thuộc chi Cosmarium.